# 1e Parachutistenbataljon (Canada)
Het Canadese 1e Parachutistenbataljon (Engels: 1st Canadian Parachute Battalion) was een Canadese legereenheid tijdens de Tweede Wereldoorlog. Het heeft deelgenomen aan de Landing in Normandië, de Slag om de Ardennen en Operatie Varsity.

## Geschiedenis
Het bataljon werd in 1942 gevormd, nadat de Verenigde Staten en Engeland ook begonnen waren met het opzetten van parachutisten eenheden. In 1943 werd de eenheid naar Engeland verscheept en ging het officieel deel uitmaken van de Engelse 6e Luchtlandingsdivisie. Als onderdeel van deze divisie landden ze in de nacht van 5 op 6 juni 1944 in Normandië tijdens Operatie Tonga, de luchtlandingsoperatie van Operatie Overlord. Net als de vele andere eenheden die van deze operatie onderdeel uitmaakten, waren ook de Canadezen over het algemeen ver van de dropzone geland. Desondanks slaagden ze erin om hun doelen te behalen, waaronder het vernietigen van twee bruggen over de Dives. Toen de eenheid anderhalve maand afgelost werd, was een groot deel echter gesneuveld. Van de 27 officieren en 516 manschappen waren er 24 officieren en 343 soldaten omgekomen.
Nadat de eenheid weer op krachten was gekomen werd ze andermaal naar Europa gestuurd. Ditmaal ging ze naar de Ardennen, waar het in januari 1945 aankwam. De Slag om de Ardennen liep al ten einde, en ze zouden voornamelijk rondom Marche-en-Famenne patrouilleren. Tijdens een van deze patrouilles kwamen ze in het dorpje Bande, waar ze in de kelder van een huis de lichamen van 34 geliquideerde inwoners aantroffen.
Na de Slag om de Ardennen trekt het bataljon Nederland binnen en wordt in februari wederom van het front gehaald, ditmaal om zich te kunnen voorbereiden op de invasie van Duitsland.
Het 1e Parachutistenbataljon zal in maart 1945 deelnemen aan Operatie Varsity, de grootste luchtlandingsoperatie die op één enkele dag is uitgevoerd in de geschiedenis. De bedoeling is om de Rijn over te steken en vaste voet aan de grond te krijgen in West-Duitsland. De Britse 6e Luchtlandingsdivisie heeft als doel om de Duitse stad Wesel in te nemen. Tijdens deze operatie zou de commandant van het bataljon omkomen, maar de doelen werden snel behaald. In de nasleep van Operatie Varsity zou het bataljon de stad Wismar innemen, waar ze het Rode Leger ontmoetten. 
Na de Duitse overgave keerde de eenheid al snel terug naar Engeland en Canada. Op 30 september 1945 werd de eenheid ontbonden.